# Петруш Младенов
Петруш Младенов Атанасов е български революционер, деец на Вътрешната македоно-одринска революционна организация.

## Биография
Петруш Младенов е роден в 1871 година в Туралево, Кратовско, Османската империя, днес Северна Македония. Завършва II отделение и е работник. Още млад става член на ВМОРО. Назначен е за ръководител на местния революционен комитет от войводата Постол Свищовлията. Възложено му е да убие Али Чаилски и той го прави с няколко други дейци, като стоката на Али 1 кон и 150 овце пращат в България. Заловен е от властите и лежи 3 години в Куршумли хан в Скопие. Успява да избяга от затвора и става нелегален в четата на Мите Опилски.
При избухването на Балканската война в 1912 година е доброволец в Македоно-одринското опълчение и служи във 2-ра рота на 3-та солунска дружина.
След като Кратовско остава в Сърбия след Междусъюзническата война, продължава да се занимава с революционна дейност. След Първата световна война участва в дейността на възстановената ВМРО и отново действа под ръководството на Мите Опилски, като приема и изпраща четниците. Приема Григор Циклев и Максим Страцински, но скоро след това двамата се предават на властите и минават на сръбска страна. Циклев пристига в Туралево със сръбска полиция и Младенов е заловен и 66 дена мъчен в полицията. В съда в Кратова Максим Страцински му прелага да го освободи срещу пари. Младенов дава 5000 лева подкуп и след като плаща и 4715 лева съдебни разноски, е освободен, но е разорен.
На 14 април 1943 година като жител на Туралево подава молба за българска народна пенсия, като „член на организацията за освобождението на българския народ“. Молбата е одобрена и пенсията е отпусната от Министерския съвет на Царство България.